# フレディ・ペンデルトン
フレディ・ペンデルトン（Freddie Pendleton、1963年1月5日 - ）は、アメリカ合衆国の男性プロボクサー。ペンシルベニア州フィラデルフィア出身。元IBF世界ライト級王者。

## 来歴
1981年11月5日、ペンドルトンはプロデビューを果たし4回判定負け。
1985年10月1日、全米ペンシルベニア州スーパーライト級王者ダリール・マーティンと対戦し6回1分29秒TKO勝ちで王座獲得に成功した。
1986年3月12日、ロジャー・メイウェザーと対戦し6回54秒KO勝ち。
1986年7月4日、フランキー・ランドールとUSBA全米ライト級王座決定戦を行い、12回1-1(114-114、116-114、113-115)の三者三様の引き分けに終わり王座獲得に失敗した。
1987年9月28日、ドミニカ共和国サントドミンゴで3戦全勝のUSBA全米ライト級王者エルヴィス・ペレスと対戦し8回TKO勝ちで王座獲得に成功した。
1988年7月10日、リビングストン・ブランボーと対戦し10回47秒TKO勝ちで初防衛に成功した。
1990年2月3日、WBC・IBF世界ライト級王者パーネル・ウィテカーと対戦し12回0-3(2者が112-116、113-117)の判定負けで王座獲得に失敗した。
1990年6月26日、ティム・ブルックスと対戦し12回3-0の判定勝ちで2度目の防衛に成功した。
1990年10月23日、スティーブ・ラリモーテと対戦し初回TKO勝ちで3度目の防衛に成功した。
1992年8月29日、パーネル・ウィテカーの返上に伴い空位になったIBF世界ライト級王座決定戦をトレイシー・スパンと対戦し初回にダウンを奪われたが、2回2分5秒負傷判定で引き分けに終わり王座獲得に失敗した。
1993年1月10日、トレイシー・スパンとダイレクトリマッチで再度王座決定戦を行い12回3-0(2者が117-111、116-112)の判定勝ちで王座獲得に成功した。
1993年7月17日、シーザーズ・パレスで元IBF並びにWBO世界フェザー級王者ホルヘ・パエスと対戦し4回にダウンを奪いペースを握ると有利に試合を進め12回3-0(2者が116-111、116-110)の判定勝ちで初防衛に成功した。
1994年2月19日、カリフォルニア州イングルウッドのグレート・ウェスタン・フォーラムでラファエル・ルエラスと対戦し初回にダウンを奪われるもその後はルエラスに巻き返しを許し12回0-3(112-114、111-116、110-115)の判定負けで初防衛に失敗し王座から陥落した。
1995年4月29日、USBA全米スーパーライト級王者ダリエル・タイソンと対戦し10回2分41秒TKO勝ちで王座獲得に成功した。
1995年8月12日、MGMグランド内MGMグランド・ガーデン・アリーナで元IBF世界スーパーフェザー級王者トニー・ロペスと対戦し8回に4度倒して試合をストップ。8回43秒TKO勝ちで初防衛に成功した。
1996年5月18日、IBF世界ウェルター級王者フェリックス・トリニダードと対戦し5回1分30秒KO負けで2階級制覇に失敗した。
1997年12月13日、IBF世界スーパーライト級王者ヴィンス・フィリップスと対戦し10回41秒TKO負けでまたしても2階級制覇に失敗した。
1998年5月29日、ラスベガス・ヒルトンでUSBA全米スーパーライト級王座決定戦でテレン・ミレットと対戦し12回0-3の判定負けで王座返り咲きに失敗した。
1999年7月24日、WBA世界ウェルター級王者ジェームス・ペイジと対戦し11回2分25秒TKO負けでまたしても王座獲得に失敗した。
2001年7月21日、IBA全米ウェルター級王者ホラティオ・ガルシアと対戦し初回1分59秒TKOがちで王座獲得に成功した。
2001年10月27日、マンチェスターのマンチェスター・アリーナでWBU世界ウェルター級王者リッキー・ハットンと対戦し2回2分40秒KO負けで王座獲得に失敗した試合を最後に現役を引退した。

## 獲得タイトル
- 全米ペンシルベニア州スーパーライト級王座
- USBA全米ライト級王座
- USBA全米スーパーライト級王座
- 第8代IBF世界ライト級王座(防衛1度)
- IBA全米ウェルター級王座